# Faits économiques et sociaux au IVe siècle

Chronologie de l'économie
IIIe siècle - IVe siècle - Ve siècle

## Événements
- 284-306 : règne de Dioclétien, empereur romain.
  - Réforme de l’administration provinciale dans l’empire romain. Le Laterculus Veronensis ou liste de Vérone, qui contient la liste exacte des provinces et des diocèses sous Dioclétien, est datée par Theodor Mommsen de 297 (entre 314 et 324 selon d'autres auteurs, notamment Timothy Barnes)[1]. La centaine de provinces est regroupée en douze diocèses, puis les diocèses en quatre préfectures (Gaules, Italie, Illyrie et Orient). L’Afrique est divisée en huit provinces. L’Afrique proconsulaire en forme trois : la Proconsulaire (Carthage), la Byzacène (Sousse), la Tripolitaine (Leptis Magna). La Numidie forme deux provinces : la Numidie du Nord (Cirta), la Numidie militaire (Lambèse). La Maurétanie césarienne est amputée de la Maurétanie sitifienne (Sétif). La Maurétanie tingitane est rattachée aux provinces d’Espagne. Enfin Dioclétien fait reculer le limes dans l’espoir de mieux défendre l’Afrique[2].
  - Généralisation de l’impôt foncier dans l'empire romain, même en Italie[3].
  - Régime de contrainte corporative : pour assurer l’approvisionnement de Rome, Dioclétien oblige les bateliers (navicularii) à transporter gratuitement les marchandises fiscales et les déclare responsables de la livraison[4].
- 306-337 : règne de Constantin Ier, empereur romain.
  - Après 324 : Constantin réorganise l’armée romaine et augmente encore le nombre d'auxiliaires Germains. Il abolit la garde prétorienne (312) et lui substitue la garde montée (scholae palatinae), dirigée par un maître des offices (magister officiorum). Deux nouvelles fonctions sont créées (magister equitum), celles de maître de cavalerie et de maître d’infanterie (magister peditum), destinées à diriger les réservistes[5].
  - 325 : Constantin Ier interdit la séparation des familles d'esclaves lors d'un changement de propriétaire[6].
  - Vers 326-337 : Constantin réforme l’administration de l’Empire romain en enlevant une part de ses attributions au préfet du prétoire, devenu chef de l’administration provinciale, au profit du maître des offices (magister officiorum). Celui-ci, à la tête des officia (futures sékréta), c’est-à-dire des bureaux de la capitale, contrôle toute la haute administration  et même l’administration provinciale grâce à ses agents in rebus, véritables inspecteurs des provinces[7],[8].
- 370-373 : 
  - les mariages entre étrangers et habitants des provinces romaines sont interdits sous peine de mort[9]..
  - un édit interdit l’exportation de vin et d’huile de l’empire romain vers le monde barbare[10].
- Vers 370 : d'après Basile de Césarée (330-379), la propriété privée est un vol fait à la communauté[11].

- Définition de nouvelles règles économiques dans le judaïsme. Les rabbins juifs codifient les règles du prêt à intérêt, interdit par la Torah, dans le Talmud de Jérusalem au IVe siècle, et dans le Talmud de Babylone au VIe siècle. Ils apportent de grandes innovations sur l’organisation sociale, en particulier les taux d’intérêt, l’usage des lettres de change, et les limites du profit en introduisant la notion de « juste prix ». La halakha (jurisprudence rabbinique) autorise  de charger l’intérêt aux non-juifs mais interdit de se prêter avec intérêt entre coreligionnaires allant jusqu’à recommander fortement la remise de dette chaque chemitta pour favoriser la redistribution du capital[12] (voir Intérêt de l'argent et religions monothéistes).